# 미시마 헤이하치
미시마 헤이하치 (三島 平八, Mishima Heihachi)는 격투게임 철권 시리즈의 등장인물이다. 그는 철권 시리즈에서 폴 피닉스, 요시미츠, 니나 윌리엄스와 더불어 전 시리즈 등장한 인물이며, 시리즈에서 최다 보스로 등장한(3회, 철권 1, 철권 3, 철권 4) 인물이기도 하다.

## 등장

### 비디오 게임
그는 미시마 진파치의 아들이며, 미시마 카즈미의 남편이고, 미시마 카즈야, 라스 알렉산더슨의 아버지이며, 리 차오랑의 양아버지이며, 카자마 진의 할아버지이다. 그는 미시마류 가라테라는 가상의 무술을 사용한다.

## 같이 보기
- 철권의 등장인물 목록